# Luna Fulgencio Sánchez
Luna Fulgencio Sánchez (Madrid, 5 de febrer de 2011) és una actriu i escriptora espanyola. Es va convertir en la persona més jove en entregar un Premi Goya.

## Filmografia
| Any  | Títol                                     | Personatge          | Director                     |
| ---- | ----------------------------------------- | ------------------- | ---------------------------- |
| 2017 | Hay algo en la oscuridad                  | Verónica            | Fran Casanova                |
| 2018 | Durant la tempesta                        | Gloria Ortiz        | Oriol Paulo                  |
| 2019 | Padre no hay más que uno                  | Rocío García Loyola | Santiago Segura              |
| 2019 | La tercera parte                          | Alicia Millán       | Paco Cavero i Alicia Albares |
| 2020 | Padre no hay más que uno 2                | Rocío García Loyola | Santiago Segura              |
| 2021 | La casa del caracol                       | Rosita              | Macarena Astorga             |
| 2021 | ¡A todo tren! Destino Asturias            | Lara                | Santiago Segura              |
| 2021 | El refugio                                | Martina             | Macarena Astorga             |
| 2022 | El test                                   | Inés                | Dani de la Orden             |
| 2022 | Héroes de barrio                          | Paula               | Ángeles Reiné                |
| 2022 | Padre no hay más que uno 3                | Rocío García Loyola | Santiago Segura              |
| 2022 | A todo tren 2. Sí, les ha pasado otra vez | Lara                | Inés de León                 |
| 2023 | Lobo feroz                                | Matilde (nena)      | Gustavo Hernández Ibáñez     |
| 2023 | El hombre del saco                        | Sara                | Ángel Gómez Hernández        |
| 2024 | Padre no hay más que uno 4                | Rocío García Loyola | Santiago Segura              |
| 2024 | Control Room                              | Mera                | Luiso Berdejo                |
| 2025 | Padre no hay más que uno 5: Nido repleto  | Rocío García Loyola | Santiago Segura              |

## Premis i nominacions
| Any  | Premi                       | Categoria                                   | Treball nominat                             | Resultat   | Ref.  |
| ---- | --------------------------- | ------------------------------------------- | ------------------------------------------- | ---------- | ----- |
| 2021 | Villanueva Showing Festival | Trajectoria professional d'una jove promesa | Trajectoria professional d'una jove promesa | Guanyadora | [ 2 ] |
| 2023 | Kids' Choice Awards         | Artista espanyol favorit                    | Padre no hay más que uno                    | Nominada   |       |